# Emhof (Schmidmühlen)
Emhof ist ein Gemeindeteil des Marktes Schmidmühlen im Oberpfälzer Landkreis Amberg-Sulzbach in Bayern.

## Geschichte
Emhof wird 997 in den Traditionen des Klosters Emmeram erstmals erwähnt. Dort wird beurkundet, dass der Abt Ramwod den Zins einer Hube für die Lichter (gemeint ist das ewige Licht) in den Kapellen „Premberg und Emmhofen“ gibt.
Zu Emhof bestand auch ein Eisenhammer, der vom Wasser der Vils betrieben wurde. An dessen Stelle befindet sich heute ein E-Werk.

## Sehenswürdigkeiten
- Katholische Filialkirche St. Jakobus der Ältere
- Schloss Emhof